# Gustav Möller

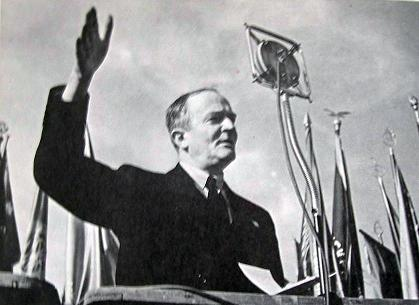
Gustav Möller, mitten av 1920-talet.

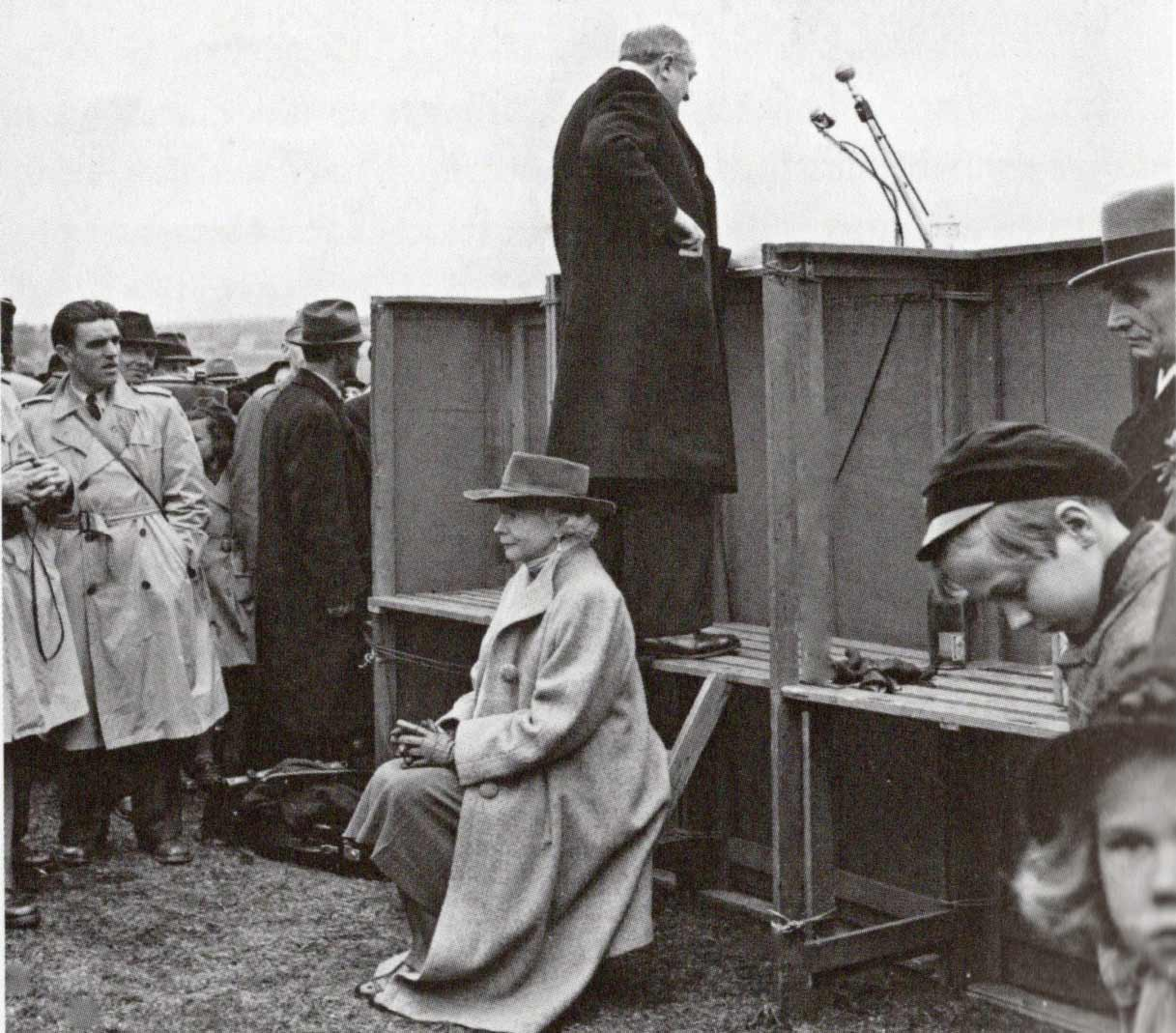
Gustav-Möller i talarstolen. Else Kleen sittande

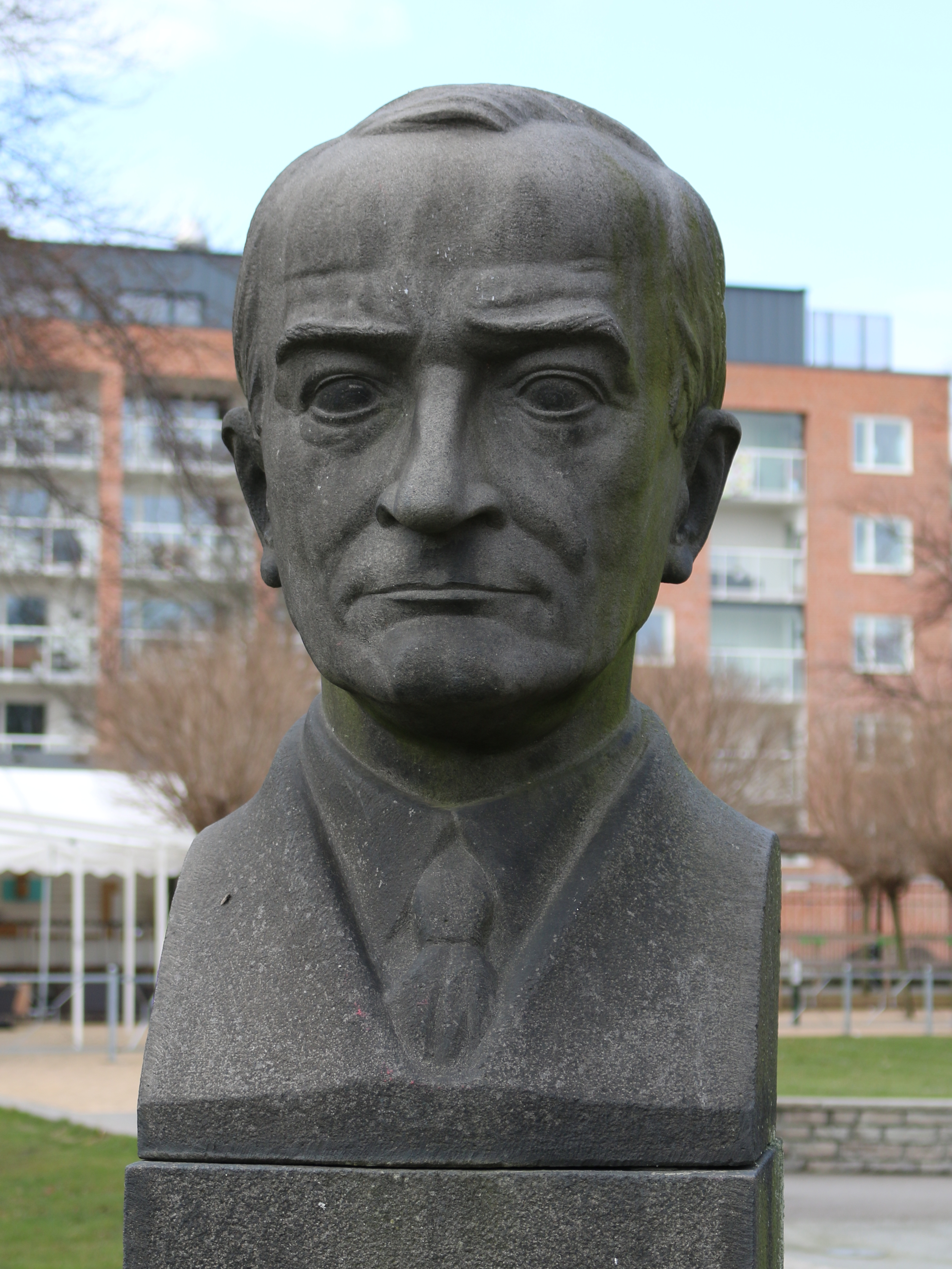
Byst i Malmö föreställande Gustav Möller, av Ivar Johnsson.

Fritz Gustav Möller, född 6 juni 1884 i Malmö S:t Petri församling, Skåne län, död 15 augusti 1970 i Bromma församling, Stockholms län, var en svensk socialdemokratisk politiker. 
Möller var under en lång period Sveriges socialminister, sammanlagt i 19 år och 242 dagar. Han var 1946 en stark kandidat att efterträda Per Albin Hansson som socialdemokratisk partiordförande, men posten tillföll slutligen Tage Erlander.
Citatet "Varje förslösad skattekrona är en stöld från folket" (och olika variationer av citatet med samma innebörd) tillskrivs ibland Gustav Möller, men detta saknar källstöd och förefaller vara en faktoid. SVT:s inrikespolitiske kommentator Mats Knutson beskrev 2018 Möller som "arkitekten bakom välfärdssamhället".

## Biografi

### Ungdom och anslutning till socialdemokratin
Gustav Möller var son till smeden Ola Möller (död 1884) och Anna Månsson (död 1898). Hemmet var fattigt och Anna Månsson försörjde familjen som "tvätt- och skurgumma" efter makens död. Möller tog intryck av hur hennes hårda arbete med långa arbetsdagar bidrog till att hon slet ut sig fysiskt och dog i förtid av tuberkulos. Hans studier var folkskola och två års överbyggnad på folkskolan.
Efter skolgången började Möller som 14-åring arbeta som springpojke vid Skånska Cementgjuteriets kontor i Malmö. Företagets chef, den framstående industrimannen R.F. Berg, lade märke till springpojkens begåvning och 17 år gammal blev Möller sin chefs privatsekreterare, en betydelsefull tjänst som ledde till att han blev Bergs förtrogne och rådgivare. Genom Bergs medverkan fick Möller 1905 möjlighet att studera vid Malmö högre handelsinstitut. Möller avskedades och måste avbryta studierna 1906, när chefen fick veta att hans privatsekreterare blivit medlem i Socialdemokratiska arbetarepartiets (SAP) dåvarande ungdomsförbund, Socialdemokratiska ungdomsförbundet (SDUF).
Möller valdes 1905 in i SDUF:s förbundsstyrelse och blev förbundsordförande 1907. Redan 1904 hade Möller lärt känna den blivande partiordföranden för SAP och statsministern Per Albin Hansson. Möller och Hansson kom tillsammans att gå i strid mot den anarkistiska ungsocialistiska falangen inom förbundet, som leddes av Hinke Bergegren. I Hanssons konflikter med förbundets vänsterfalang i kretsen kring Fredrik Ström och Zeth Höglund intog Möller inledningsvis en medlande ställning, men kom snart att ta Hanssons parti mot förbundsvänstern.
Möller anställdes 1906 vid tidningen Arbetet, men överflyttade 1907 till Skånska socialdemokraten och blev 1913 chef för bokförlaget Tiden. Inom partiet erhöll Möller efter bosättning i Stockholm alltmera centrala poster. Under 1910-talet kom han i en rad artiklar i tidskriften Tiden att gå i polemik mot partiets vänsterfalanger, bland annat i frågor som rörde militarism och internationalism. Möller intog här tidigt en "funktionssocialistisk" ställning, då han tog avstånd från marxismens syn på en nödvändigheten av en revolutionär omvälvning och istället menade att socialismens genomförande måste föregås av en politisk seger genom reformism. Centralt för utvecklingen till ett socialistiskt samhälle var enligt Möller inte socialiseringen av produktionsmedlen, utan att samhället gemensamt skulle ombesörja en social grundtrygghet för alla befolkningsgrupper. Huvudsyftet med ett gradvist förstatligande av produktionsmedlen, menade Möller, var att produktionen kunde rationaliseras genom ett undvikande av slöseri och konkurrens. En alltför snabb socialisering ansåg han däremot skulle skapa oönskade motsättningar och oreda, vilket skulle försvåra de nödvändiga förbättringarna av arbetarklassens ställning. Möllers ståndpunkter i dessa frågor kom senare, i synnerhet efter partikongressen 1920, att upptas som partiets officiella hållning. Den omedelbara socialiseringen sköts på framtiden utan att fullständigt falla ur sikte, samtidigt som fokus i det politiska arbetet alltmer lades på genomförandet av reformer.
Möller blev 1916 partisekreterare och var 1921–24 redaktör för Social-Demokraten. Under en följd år var han även redaktör för tidskriften Tiden. Han invaldes 1917 som riksdagsledamot i andra kammaren, och tillhörde från 1919 första kammaren. Från 1918 tillhörde han den socialdemokratiska riksdagsgruppens förtroenderåd. År 1919 invaldes han i Andra internationalens exekutivkommitté.

### Partisekreterare
Möller upprätthöll posten som socialdemokratisk partisekreterare åren 1916–40. På denna post ansvarade han för partiets organisation och propaganda. När Möller tillträdde bestod socialdemokratiska arbetarpartiet av 716 arbetarekommuner med 105 000 medlemmar, och när han lämnade uppdraget fanns det 1 957 arbetarekommuner med 313 000 medlemmar. 

### Socialminister
Möller var socialminister 1924–26, 1932–36, 1936–38 och 1939–51. Under hans första korta period som socialminister på 1920-talet var utrymmet för sociala reformer mycket begränsat, men under 1930-talets krisår kom Möller att lägga grunden för omfattande reformer på exempelvis bostadspolitikens och arbetslöshetspolitikens områden, som genom tillsättandet av den Bostadssociala utredningen 1933. Bland exempel på socialpolitiska reformer som genomfördes under Möller kan nämnas besluten om arbetslöshetsförsäkringar 1934, allmänna barnbidrag och utökad folkpension 1935 och 1937 samt införandet av folktandvård och två veckors allmän semester 1938.
Under andra världskriget sattes vidare reformer inom socialpolitiken på paus. En rad utredningar som inletts inom socialdepartementet under 1930-talets andra hälft kom dock att dra upp riktlinjerna för fortsatta reformer under efterkrigstiden. Bland annat avskaffades statarsystemet inom jordbruket 1945, och 1946 togs beslut om fria skolmåltider. Av Möller verkar dock välfärdspolitiken aldrig ha uppfattats som någonting tänkt att ersätta kraven på socialisering av produktionsmedlen, utan snarare som steg på vägen mot en större omdaning av samhället i socialistisk riktning. Från 1942 citeras Möller: "Jag har aldrig begripit, varför man ska sätta socialiseringstanken i motsättning mot den s k välfärdspolitiken … Socialpolitiken flyttar över ytterligare några små belopp till de allra fattigaste. Men att det skulle vara en lösning inför framtiden … kan jag aldrig föreställa mig."
Från 1940-talet tilltog motsättningarna mellan Möller och andra ledande socialdemokrater. Bland annat motsatte sig Möller att krigsårens samlingsregerande skulle förlängas över krigsslutet, då han menade att detta skulle omöjliggöra en vidare radikalisering och ett tydligare ideologiskt ställningstagande för partiet. Detta ska ha lett till en försämrad relation till Per Albin Hansson. Tillsammans med försvarsminister Per Edvin Sköld och finansminister Ernst Wigforss var Möller dessutom en framträdande kritiker av eftergiftspolitiken gentemot Nazityskland under kriget.[källa behövs] Både Sköld och Wigforss uppfattade å sin sida Möllers socialpolitiska reformer som alltför skyndsamma, och följaktligen som ett hot mot statsfinansernas stabilitet. Motsättningarna, främst med Sköld och Wigforss, kvarstod efter valet av Tage Erlander som efterträdare till Per Albin Hansson efter dennes bortgång 1946, och fram till dess att Möller lämnade posten som socialminister 1951.

### Handelsminister
Möller var handelsminister 1938–39.

### Privatliv
Möller gifte sig med Gerda Andersson 1917, skilde sig 1924, och gifte om sig med Else Kleen år 1926. Hans dotter Gertrud gifte sig med Folke Thunborg 1941. Gustav Möller är begraven på Bromma kyrkogård.